# Michalaki (Glisne)
Michalaki – część wsi Glisne w Polsce, położona w województwie małopolskim, w powiecie limanowskim, w gminie Mszana Dolna.
W latach 1975–1998 Michalaki administracyjnie należały do województwa nowosądeckiego.